# Lista de vereadores de Carmo (Rio de Janeiro)
Esta é a lista de vereadores de Carmo, município brasileiro do estado do Rio de Janeiro.
A Câmara Municipal de Carmo, é formada por onze representantes.

## Legislatura de 2021–2024
Estes são os vereadores eleitos nas eleições de 15 de novembro de 2020, pelo período de 1° de janeiro de 2021 a 31 de dezembro de 2024:
| Mesa Diretora (2021-2022)       |                       |                        |                           |
| Nome                            | Início do mandato     | Fim do mandato         | Cargo                     |
| Adriano Mello da Silva (PDT)    | 1º de janeiro de 2021 | 31 de dezembro de 2022 | Presidente da Câmara      |
| Willians Santos Cândido (PDT)   | 1º de janeiro de 2021 | 31 de dezembro de 2022 | Vice-presidente da Câmara |
| Priscila de Moura Peixoto (PSD) | 1º de janeiro de 2021 | 31 de dezembro de 2022 | 1ª Secretária             |
| Samuel Cássio Cunha (PSC)       | 1º de janeiro de 2021 | 31 de dezembro de 2022 | 2º Secretário             |

|    | Nome                                                               | Partido                               | Votos | %    | Observações |
| -- | ------------------------------------------------------------------ | ------------------------------------- | ----- | ---- | ----------- |
| 1  | Adriano Mello da Silva, Dri Mello (2021-2022) (Carmo, 15.01.1976–) | Partido Democrático Trabalhista (PDT) | 540   | 4,82 | 1º mandato  |
| 2  | Valquíria Aparecida de Moraes (Carmo, 03.03.1965–)                 | Partido Liberal (PL)                  | 513   | 4,58 | 2º mandato  |
| 3  | Samuel Cássio Cunha, Samuel da Livração (Caratinga, 31.01.1979–)   | Partido Social Cristão (PSC)          | 513   | 4,58 | 2º mandato  |
| 4  | Romerito José Wermelinger Ribeiro (Carmo, 09.05.1985–)             | Partido Liberal (PL)                  | 508   | 4,54 | 2º mandato  |
| 5  | Vilmar Dias de Carvalho, Vilmar do Escritório (Carmo, 02.02.1976–) | Partido Social Democrático (PSD)      | 453   | 4,05 | 1º mandato  |
| 6  | Sílvio Murad de Onofre, Silvinho Onofre (Carmo, 26.12.1954–)       | CIDADANIA                             | 446   | 3,98 | 1º mandato  |
| 7  | Juliano de Souza Braga (Carmo, 05.12.1955–)                        | Partido Democrático Trabalhista (PDT) | 441   | 3,94 | 2º mandato  |
| 8  | Willians Santos Cândido, Willians Tropical (Carmo, 24.08.1982–)    | Partido Democrático Trabalhista (PDT) | 439   | 3,92 | 1º mandato  |
| 9  | Rita Estefânia Gozzi Farsura, Faninha (Carmo, 22.05.1967–)         | Partido Social Cristão (PSC)          | 390   | 3,48 | 1º mandato  |
| 10 | Priscila de Moura Peixoto (Carmo, 26.08.1985–)                     | Partido Social Democrático (PSD)      | 343   | 3,06 | 1º mandato  |
| 11 | Leandro Reis Huguinin, Léo Huguinin (Carmo, 04.06.1985–)           | Partido Social Democrático (PSD)      | 236   | 2,11 | 1º mandato  |

## Legislatura de 2017–2020
Estes são os vereadores eleitos nas eleições de 2 de outubro de 2016, pelo período de 1° de janeiro de 2017 a 31 de dezembro de 2020:
|    | Nome                                                                           | Partido                                            | Votos | %    | Observações |
| -- | ------------------------------------------------------------------------------ | -------------------------------------------------- | ----- | ---- | ----------- |
| 1  | Romerito José Wermelinger Ribeiro (2017-2018) (Carmo, 09.05.1985–)             | Partido Trabalhista Brasileiro (PTB)               | 684   | 5,74 | 1º mandato  |
| 2  | Valquíria Aparecida de Moraes (Carmo, 03.03.1965–)                             | Partido Trabalhista Brasileiro (PTB)               | 542   | 4,55 | 1º mandato  |
| 3  | Samuel Cássio Cunha, Samuel da Livração (Caratinga, 31.01.1979–)               | Partido Republicano Brasileiro (PRB)               | 528   | 4,43 | 1º mandato  |
| 4  | Humberto Menezes Caetano, Beto Caetano (Carmo, 28.03.1953–)                    | Partido Republicano da Ordem Social (PROS)         | 408   | 3,42 | 1º mandato  |
| 5  | Juliano de Souza Braga (Carmo, 05.12.1955–)                                    | Partido Social Cristão (PSC)                       | 388   | 3,26 | 1º mandato  |
| 6  | Salvador Carvalho de Oliveira, de Porto Velho (2019-2020) (Carmo, 26.01.1958–) | Partido do Movimento Democrático Brasileiro (PMDB) | 374   | 3,14 | 1º mandato  |
| 7  | Wilde Rodrigues Curty (Carmo, 28.01.1958–)                                     | Partido Social Democrático (PSD)                   | 372   | 3,12 | 1º mandato  |
| 8  | Anacláudia Ribeiro Fernandes (Carmo, 15.10.1969–)                              | Solidariedade (SD)                                 | 359   | 3,01 | 1º mandato  |
| 9  | Marco Antonio Pereira Dalboni (Volta Redonda, 26.06.1964–)                     | Partido Popular Socialista (PPS)                   | 346   | 2,90 | 1º mandato  |
| 10 | Rita Estefania Gozzi Farsura, Faninha (Carmo, 22.05.1967–)                     | Partido da Social Democracia Brasileira (PSDB)     | 328   | 2,75 | 1º mandato  |
| 11 | Naziano Carvalho de Azevedo (Carmo, 26.11.1966–)                               | Partido Progressista (PP)                          | 204   | 1,71 | 1º mandato  |

## Legenda
| Cor  | Significado          |
| Bege | Presidente da Câmara |
| Azul | Suplente             |